# تفجير سوق موسكو 2006
وقع تفجير سوق موسكو عام 2006 في 21 أغسطس 2006، عندما انفجرت عبوة ناسفة بقوة أكثر من 1 كجم من مادة تي ان تي في سوق تشيركيزوفسكي في موسكو وهو سوق يتردد عليه التجار الأجانب. في عام 2008، حُكم على ثمانية أعضاء في المنظمة العنصرية المخلص (Спас) لدورهم في الهجوم.
عدد من التجار في السوق هم من آسيا والقوقاز. اعتبارًا من 3 أكتوبر 2006، تم تأكيد وفاة 13 شخصًا: ستة من مواطني طاجيكستان، وثلاثة من مواطني أوزبكستان، واثنين من مواطني روسيا، وامرأة من بيلاروس، ومواطنٌ صيني. لقي ثمانية أشخاص حتفهم في مكان الحادث، اثنان في المستشفى في نفس اليوم الذي وقع فيه التفجير، وثلاثة في وقت لاحق. كان آخر شخص مات بسبب التفجير هو رجل من مواطني طاجيكستان وقد توفي في 28 سبتمبر 2006 في المستشفى.
تم القبض على اثنين من المشتبه بهم من أصل روسي، واتهمهم المدعي العام لموسكو يوري سيومين بالقتل بدوافع عنصرية. اتهم مكتب المدعي العام رسميًا ثلاثة طلاب جامعيين هم: أوليغ كوستريف، وإيليا تيخوميروف (كلاهما يبلغان من العمر 20 عامًا)، وفاليري جوكوفتسيف (18 عامًا) بتهمة القتل بدافع عنصري في 22 أغسطس. انتهى تحقيق الشرطة في 7 أغسطس 2007.
وفقًا للتحقيق، كان كوستريف وتيخوميروف وتشوكوفتسيف أعضاء في نادي المخلص الوطني. لقد تم توجيه الاتهام إلى زعيم النادي، نيكولاي كوروليوف (ضابط سابق في جهاز الأمن الفيدرالي الروسي) وعضوان آخران في النادي، هما: سيرجي كليموك وطالب أكاديمية الشرطة نيكيتا سينيوكوف مع كوستريف وتيخوميروف وتشوكوفتسيف بتهمة القتل والإرهاب وتنظيم عصابة إجرامية وإنتاج وتخزين المتفجرات بشكل غير قانوني. كما تم توجيه الاتهام إلى سينيوكوف بتهمة قتل طالب أرمني في قطار الأنفاق. زُعم أن المتآمرين نفذوا عدة انفجارات من قبل، دون أن تسفر عن أي ضحية، فقد نسفوا المتاجر التي تملكها أذربيجان وبيتًا للاجئين الأرمن، ومكتبٌ تابع لعراف ثروات من مواليد جورجيا.
في 15 مايو 2008، بعد صدور حكم بالإدانة في محاكمة هيئة المحلفين، تلقى كوروليوف وكليموك وتيخوميروف وكوستريف عقوبة السجن مدى الحياة. تلقى جوكوفتسيف 20 عامًا في السجن، وسينيوكوف 13 عامًا وطالبان قاما بالفعل بتسليم القنبلة إلى السوق هما: ديمتري فيدوسينكوف ونيكولاي كاشلوف عامين (قررت المحكمة أنهم ليسوا جزءً من "المشروع الإجرامي"). في وقت لاحق من نفس الشهر، تم تقديم الطعن إلى المحكمة العليا من قبل المدانين. أُفرج عن فيدوسينكوف وكاشلوف من السجن في 20 مارس 2009 بعد قضاء عقوبتهما. وكانت استئنافات المدانين الآخرين لا تزال جارية حتى ذلك الوقت.
في أغسطس 2010، أعلن أن كوروليوف وكوستريف مشتبه بهما في قتل مواطن صيني بطعنه في موسكو في 19 مايو 2006.